# Бердянськ (артилерійський катер)
«Бердянськ» (P175, до 2018 р. U175) — малий броньований артилерійський катер проєкту 58155 «Гюрза-М» Військово-Морських Сил України. Був спущений на воду у 2015 році, і прийнятий до складу ВМСУ у 2016 році.
У листопаді 2018 року разом з командою був захоплений росіянами в районі Керченської протоки під час походу з Одеси до Маріуполя. Був обстріляний прикордонним сторожовим кораблем ФСБ "Ізумруд".

## Назва
Катер названо «Бердянськ» на честь малої батьківщини майора 10 морської авіаційної бригади ВМСУ С.Карачевського, який був убитий російським окупантом під час захоплення АР Крим.

## Історія

### Побудова
Катер було закладено 2012 року на заводі «Кузня на Рибальському». Був спущений на воду у 2015 році.
3 липня 2016 року на свято Дня ВМС у Одесі катер разом із своїм систершипом був переданий Президентом до ВМС.
В листопаді 2016 року були успішно завершені державні випробування МБАК «Аккерман» і «Бердянськ», обидва катери відправлені на пофарбування. Катери під час випробувань, що відбувалися на тлі тактичних флотських навчань показали дуже гарні ходові якості, безперебійну роботу систем і механізмів, а також живучість та надійність матеріальної частини.

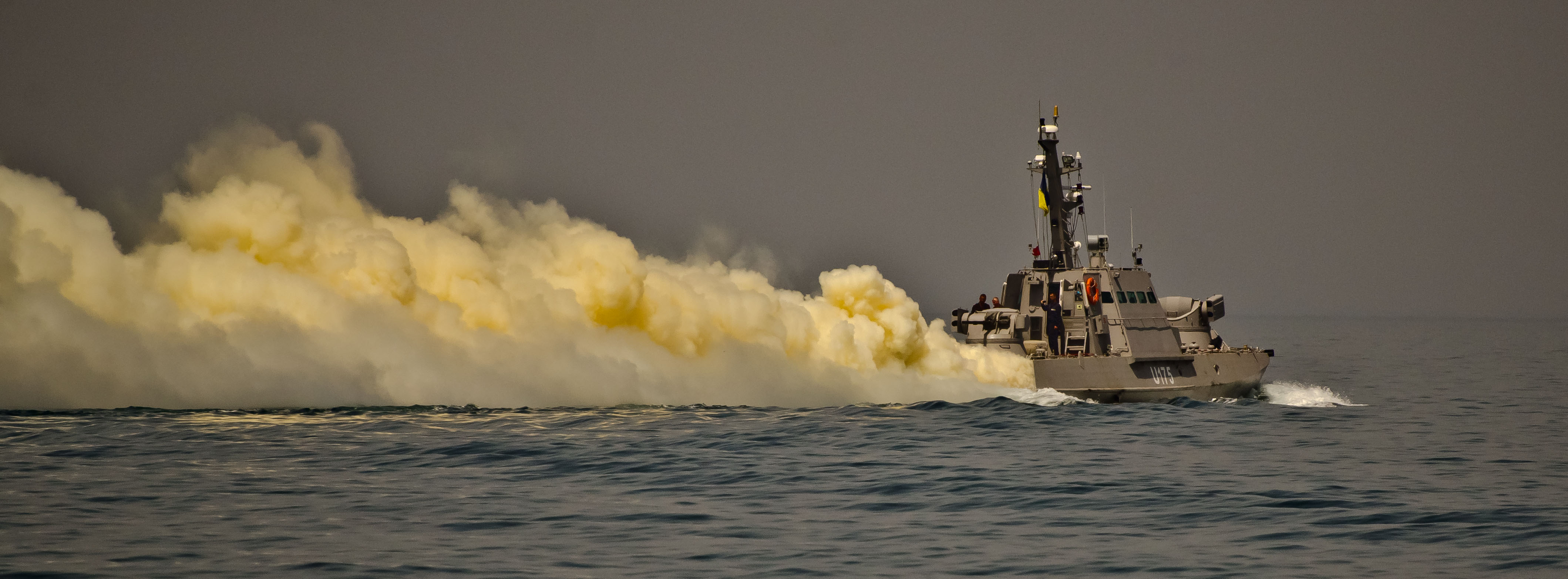
Постановка завіси на випробуваннях, 2016 р.

### Служба
9 вересня 2016 року малі броньовані артилерійські катери (U174) «Аккерман» та (U175) «Бердянськ» на навчальних стрільбах у супроводі фрегату «Гетьман Сагайдачний» виявили російський протичовновий корабель «Смєтливий», який провів захоплення цілі й вів українські кораблі своїм бортовим озброєнням. «Гетьман Сагайдачний» поставив димову завісу під покровом якої катери підійшли ближче до російського корабля, розділилися та взяли його в напівобхват. Кораблі були готові до бою, снаряди були вже у люфі. «Смєтлівий» був змушений відступити. Таким чином «український москітний флот» здобув свою першу перемогу.
23 жовтня в Одесі капелан Української православної церкви Олександр Філіпов освятив катери «Аккерман» та «Бердянськ»
5 грудня 2017 року було проведено тактичне навчання малих броньованих артилерійських катерів у складі 6 одиниць (24 ОДнРК), за яким, перебуваючи на борту фрегата «Гетьман Сагайдачний» спостерігав командувач ВМС України. Того дня відбулась урочиста церемонія найменування чотирьох новозбудованих катерів, які отримали назви «Вишгород», «Кременчук», «Лубни» та «Нікополь».
31 грудня 2017 року броньовані катери «Аккерман» та «Бердянськ» з доглядовою командою на борту підтримали спецоперацію за участі ракетного катера «Прилуки» та катера морської охорони ДПСУ з представниками СБУ на борту із затримання судна-порушника з контрабандним товаром на борту в акваторії Одеської області. Судно-порушник під прапором Танзанії намагалося втекти від українських катерів, в результаті чого ракетний катер «Прилуки» відкрив попереджувальний вогонь з артилерійської установки по курсу судна, яке було зупинено та відконвойовано до порту Одеса.
У травні 2018 року номер катера був змінений з U175 на P175 в рамках переходу до класифікації за номером Вимпеля, поширеної серед європейських країн та НАТО.

### Інцидент у Керченській протоці

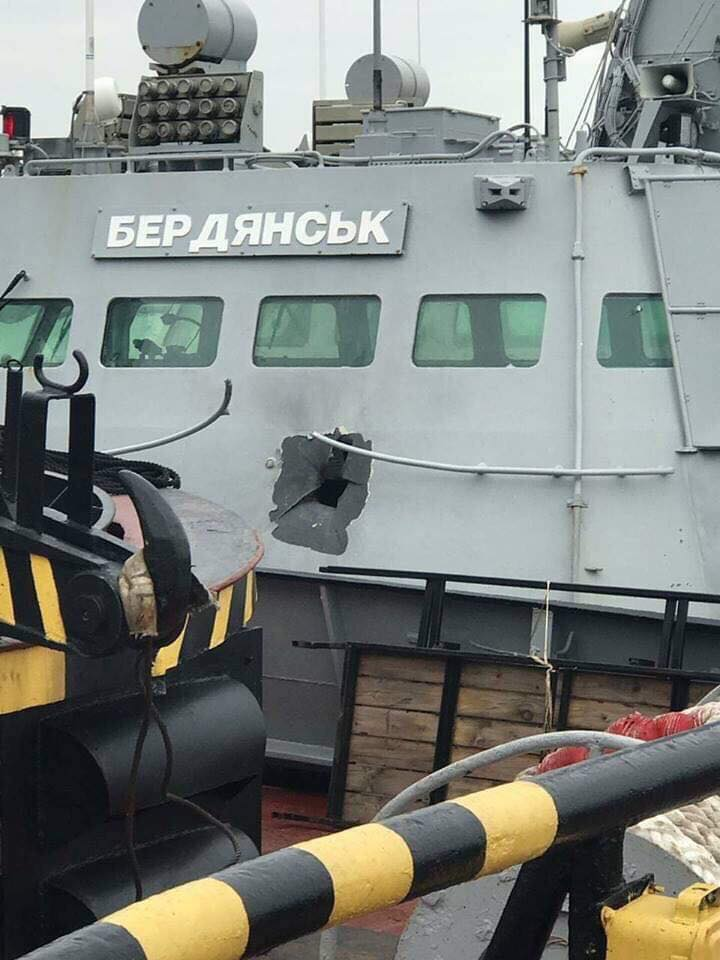
Отвір від влучання снаряду у рубці БК «Бердянськ». 27 листопада 2018.

25 листопада 2018 року МБАКи «Бердянськ», «Нікополь» та рейдовий буксир «Яни Капу» здійснювали плановий перехід з порту Одеси до порту Маріуполь Азовського моря. Буксир «Яни Капу» зазнав тарану з боку російського прикордонного корабля «Дон».
Близько 20 год.10 хв. за Київським часом катери були атаковані ЗС РФ під час відходу на місце базування. Катери зазнали вогневого ураження та втратили можливість самостійно продовжувати рух. У результаті, близько 20:50 за Київським часом, катери разом з екіпажем були захопленні спецпідрозділами ФСБ Росії.
Наступного дня були поширені фотографії ушкоджень лівого борту катера. Так, у рубці, покритою броньованою сталлю, утворився рваний отвір діаметром 20-30 см. Імовірно, такий отвір міг утворитись від влучення снарядів 30×165 мм зенітної автоматичної гармати АК-630 росіян. Тобто, російські військові вели вогонь на ураження особового складу катера, а не по його матеріальній частині.
До 19 червня 2019 року катери «Бердянськ» та «Нікополь» відбуксовано від причалу в Керчі у невідомому напрямку. Між 19 та 25 червня звідти ж відбуксовано і рейдового буксира «Яни Капу».

### Повернення
18 листопада 2019 був повернений Росією Україні поблизу мису Тарханкут у відкритому морі. Відбуксований до Очакова 20 листопада 2019.
З 20 листопада 2019 року до початку лютого 2020 року на повернутих катерах проводили слідчі дії та експертизи, а також був складений перелік майна, знятого або викраденого росіянами.
28 лютого 2020 року катери були помічені у Миколаєві при час переходу на ремонт. Один з катерів здійснював перехід самостійно, інший йшов на буксирі. Ймовірно самостійно здійснював перехід малий броньований артилерійський катер «Нікополь» (P176), що в ході захоплення не був обстріляний на відміну від катеру «Бердянськ» (P175).
"Бердянськ" зайшов на капітальний ремонт до ДП "Миколаївський Суднобудівний Завод" (входить до складу ДК "Укроборонпром") у червні 2020 року. Вже через кілька місяців було повідомлено, що на катері завершена докова частина відновлювальних робіт, а 4 вересня він був спущений на воду. Відзначається, що в ході ремонту МБАК виконано регламентні роботи з відновлення конструкцій корпусу, гвинто-стернової системи, донно-бортової арматури, протекторів та системи головного двигуна, а також усунуто всі пошкодження що український катер отримав під час російської агресії в Керченській протоці.

## Командування
- (2018) лейтенант Мокряк Роман Миколайович[джерело?]
- (2020) старший лейтенант Головаш Богдан Олегович[18]

### Відео
- Український флот отримав нові бойові кораблі [Архівовано 28 лютого 2020 у Wayback Machine.]
- Первая победа над Россией «москитного флота» Украины…